# Gilbert Desmet
Gilbert Desmet (Roeselare, 3 de fevereiro de 1931 – Rumbeke, 30 de junho de 2024). foi um ciclista belga, profissional entre 1952 e 1967, período no que conseguiria 100 vitórias entre as que destacam uma vitória de etapa na Volta a Espanha na edição de 1958 e sendas vitórias na Flecha Valona e na Paris-Tours.

## Palmarés
| - 1954 - Grande Prêmio da Villa de Zottegem - 1957 - De Drie Zustersteden - Circuito de Houtland - 1958 - Paris-Tours - Kuurne-Bruxelas-Kuurne - 1 etapa da Volta a Espanha - Circuito de Houtland - 1960 - Campeonato de Flandres - 1 etapa na Paris-Nice - Nokere Koerse - 1961 - G. P. Indústria e Comércio de Prato - 1 etapa no Giro di Sardegna | - 1962 - De Kustpijl Heist - 1 etapa na Volta à Suíça - 1963 - 2 etapas nos Quatro Dias de Dunquerque - 1964 - Flecha Valona - Quatro Dias de Dunquerque - 1 etapa na Tour do Luxemburgo - 1965 - 1 etapa na Dauphiné Libéré - Circuito de Houtland |

## Resultados em Grandes Voltas e Campeonatos do Mundo
Durante sua corrida desportiva conseguiu os seguintes postos nas Grandes Voltas e nos Campeonatos do Mundo em estrada:
| Corrida            | 1952 | 1953 | 1954 | 1955 | 1956 | 1957 | 1958 | 1959 | 1960 | 1961 | 1962 | 1963 | 1964 | 1965 | 1966 | 1967 |
| ------------------ | ---- | ---- | ---- | ---- | ---- | ---- | ---- | ---- | ---- | ---- | ---- | ---- | ---- | ---- | ---- | ---- |
| Giro d'Italia      | -    | -    | -    | -    | -    | -    | -    | -    | Ab.  | Ab.  | -    | -    | -    | -    | -    | -    |
| Tour de France     | -    | -    | -    | -    | 21.º | -    | Ab.  | -    | -    | -    | 4.º  | Ab.  | 8.º  | 16.º | -    | -    |
| Volta a Espanha    | -    | -    | -    | -    | -    | -    | 12.º | -    | -    | -    | -    | -    | -    | -    | -    | Ab.  |
| Mundial em Estrada | -    | -    | -    | -    | -    | -    | -    | 18.º | -    | -    | -    | 6.º  | 20.º | -    | -    | -    |

Exp: expulsado pela organização

-: não participa 

Ab.: abandono